# Castello di Rivarolo Mantovano
Il castello di Rivarolo era una roccaforte, presumibilmente risalente al X secolo, situata a Rivarolo Mantovano, in provincia di Mantova.

## Collocazione e storia
Il castello è documentato sin dall'anno 900, periodo nel quale la popolazione si rifugiava al suo interno per difendersi dalle scorrerie degli Ungheri. Fu edificato a pianta quadrata, circondato da mura con al centro una torre e difeso da fossato. Nel 1029 venne dato in dono dall'imperatore Corrado II ai Rossi, conti di San Secondo. Successivamente entrò nei possessi della contessa Matilde di Canossa.
Nel 1235 il castello venne parzialmente distrutto e raso al suolo agli inizi del Trecento e quindi ricostruito.
In epoca gonzaghesca venne rafforzato ed abbellito e divenne residenza del condottiero Luigi Gonzaga "Rodomonte", padre di Gonzaga. La struttura ospitò personaggi illustri, tra i quali il cardinale Francesco Gonzaga, Maria del Portogallo, Anna Trastámara d'Aragona, seconda moglie del duca Vespasiano Gonzaga, che qui morì nell'agosto 1567.
Tra il 1570 e il 1580 iniziò lo smantellamento ad opera di Vespasiano I Gonzaga, duca di Sabbioneta, e completato da Scipione Gonzaga. Il materiale venne utilizzato per rinforzare le mura di Sabbioneta, Bozzolo e Rivarolo stesso.